# Islândia nos Jogos Olímpicos de Verão de 2016
Islândia participou dos Jogos Olímpicos de Verão de 2016, que foram realizados na cidade do Rio de Janeiro, no Brasil, entre os dias 5 e 21 de agosto de 2016.

## Natação
| Atleta                  | Prova        | Eliminatórias | Eliminatórias | Semifinal   | Semifinal   | Final       | Final       |
| Atleta                  | Prova        | Tempo         | Pos.          | Tempo       | Pos.        | Tempo       | Pos.        |
| ----------------------- | ------------ | ------------- | ------------- | ----------- | ----------- | ----------- | ----------- |
| Anton Sveinn McKee      | 100m peito   | 1:01,84       | 35º           | Não avançou | Não avançou | Não avançou | Não avançou |
| Eygló Ósk Gústafsdóttir | 100 m costas | 1:00,89       | 16º Q         | 1:00,65     | 14º         | Não avançou | Não avançou |